# Randy Stumpfhauser
Randy Stumpfhauser (Fresno, 27 de enero de 1977) es un deportista estadounidense que compitió en ciclismo en la modalidad de BMX. Ganó doce medallas en el Campeonato Mundial de Ciclismo BMX entre los años 1996 y 2007.

## Palmarés internacional
| Campeonato Mundial | Campeonato Mundial          | Campeonato Mundial | Campeonato Mundial |
| Año                | Lugar                       | Medalla            | Competición        |
| ------------------ | --------------------------- | ------------------ | ------------------ |
| 1996               | Brighton (Reino Unido)      | Medalla de plata   | Carrera            |
| 2000               | Córdoba (Argentina)         | Medalla de plata   | Cruiser            |
| 2001               | Louisville (Estados Unidos) | Medalla de bronce  | Carrera            |
| 2001               | Louisville (Estados Unidos) | Medalla de bronce  | Cruiser            |
| 2002               | Paulínia (Brasil)           | Medalla de oro     | Cruiser            |
| 2002               | Paulínia (Brasil)           | Medalla de plata   | Carrera            |
| 2003               | Perth (Australia)           | Medalla de oro     | Cruiser            |
| 2003               | Perth (Australia)           | Medalla de plata   | Carrera            |
| 2004               | Valkenswaard (Países Bajos) | Medalla de oro     | Cruiser            |
| 2005               | París (Francia)             | Medalla de oro     | Cruiser            |
| 2006               | São Paulo (Brasil)          | Medalla de plata   | Carrera            |
| 2007               | Victoria (Canadá)           | Medalla de bronce  | Carrera            |